# السوق (مركز صرواح)

تعديل مصدري - تعديل

السوق(مركزصرواح) هي إحدى قرى عزلة صرواح بمديرية صرواح التابعة لمحافظة مأرب، بلغ تعداد سكانها 104 نسمة حسب تعداد اليمن لعام 2004.